# Morindopsis capillaris
Morindopsis capillaris là một loài thực vật có hoa trong họ Thiến thảo. Loài này được (Kurz) Kurz mô tả khoa học đầu tiên năm 1874.